# Hexathele waipa
Hexathele waipa är en spindelart som beskrevs av Forster 1968. Hexathele waipa ingår i släktet Hexathele och familjen Hexathelidae. Inga underarter finns listade i Catalogue of Life.